# Yaak River
Der Yaak River (in den Vereinigten Staaten) oder Yahk River (in Kanada) ist ein etwa 117 km langer linker Nebenfluss des Kootenay River (auch „Kootenai River“) im US-Bundesstaat Montana und in der kanadischen Provinz British Columbia.

## Lauf des Flusses
Der Fluss hat seinen Ursprung im südöstlichen British Columbia in der Nähe des zu den Purcell Mountains gehörenden Yahk Mountain. Der Fluss überquert die Grenze nach Montana und empfängt dann zunächst den East Fork Yaak River und dann den West Fork Yaak River. Dieser wird auch als West Yahk River bezeichnet und entspringt in der Nähe von Rock Candy Mountain, fließt dann nach Nordosten nach British Columbia hinein, bevor er in südöstlicher Richtung nach Montana zurückkehrt und sich mit dem Yaak River vereinigt.
Unterhalb des Zusammenflusses mündet noch der South Fork Yaak River, bevor der Fluss einen weiten Bogen nach Westen und später wieder nach Süden macht. Dabei fließen zahlreiche Creeks ein, unter anderem Spread Creek, Hellroaring Creek und Burnt Creek (dieser ist auch als Burnt Grizzly Bear Creek bekannt). Bei Troy mündet der Yaak River schließlich in den Kootenai River.

## Hydrographie
Der United States Geological Survey betreibt an der Mündung in der Nähe von Troy einen Pegel. Die jährliche mittlere Abflussmenge des Flusses betrug zwischen 1957 und 2004 24 m³/s. Am 16. Mai 1997 wurde die höchste bisher beobachtete Abflussmenge von 330 24 m³/s gemessen, der niedrigste Wert am 19. September 2007 war ungefähr 1,4 m³/s.
Das Einzugsgebiet umfasst insgesamt 2050 km² und sein auf Montana entfallender Anteil liegt zum größten Teil innerhalb des Kootenai National Forest. Über den Kootenay River gehört der Yaak River zum Flusssystem des Columbia River.

## Name des Flusses
Nach den Angaben im British Columbia Geographical Names Information System stammt der Flussname „Yahk“ wahrscheinlich vom Wort „a'k“ aus der Kutenai und bedeutet entweder „Pfeil“ oder „Bogen“ und bezieht sich entweder auf den Yaak River oder den Kootenay River. Dies ist nicht ganz klar. Die südwärts gerichtete Kurve des Kootenay Rivers von Kanada in die Vereinigten Staaten und wieder zurück wird als Bogen verstanden und der Yaak ist demnach wahrscheinlich der „Pfeil“.
Nach den Angaben des United States Geological Survey gibt es mehrere Namensvarianten, unter anderen A'ak, Yaac, Yahk, Yahkh und Yak.

## East Fork Yaak River
Der East Fork Yaak River ist ein 22 km langer linker Nebenfluss des Yaak River. Er entspringt 1770 m hoch nördlich von Dodge Summit. Er fließt in westlicher bis westnordwestlicher Richtung zum Yaak River.

## South Fork Yaak River
Der South Fork Yaak River ist ein 19 km langer linker Nebenfluss des Yaak River. Er entspringt 1300 m hoch am Osthang des Flatiron Mountain. Der South Fork Yaak River fließt nach Norden und mündet schließlich in den in diesem Abschnitt nach Westen strömenden Yaak River.

## West Fork Yaak River – West Yahk River
Der West Fork Yaak River (in den USA) oder West Yahk River (in Kanada) ist ein 39 km langer rechter Nebenfluss des Yaak River. Er entspringt 1950 m hoch am Nordosthang des Rock Candy Mountain in Montana. Er fließt anfangs nach Nordosten nach Kanada. Zwischen den Flusskilometern 22,5 und 15,5 fließt er etwa einen Kilometer nördlich der Staatsgrenze nach Westen, bevor er sich nach Süden wendet und wieder die USA erreicht. Er fließt weiter nach Süden und wendet sich auf den letzten 7 Kilometern nach Osten.